# Disarm
"Disarm" er en sang skrevet af Billy Corgan og indspillet af Smashing Pumpkins. Det er den tredje single fra albummet Siamese Dream fra 1993. Corgan beskriver sangen som den mest personlige sang på Siamese Dream. 
Singlen blev udgivet i flere forskellige udgaver d. 22. marts 1994. Smile-udgaven havde to originale b-sider, Heart-udgaven havde to covernumre, mens der også var en 7" med titelnummeret til selve albummet ("Siamese Dream") som b-side. "Disarm" var én af de mest spillede hitsingler i amerikansk radio i 1994. I Storbritannien derimod tillod BBC ikke at spille sangen på det populære tv-program Top of the Tops, pga. linjen "cut that little child". Sangteksten vakte generelt set en masse polemik grundet linjer som "what I choose is my choice" og "the killer in me is the killer in you", da det ledte folks opmærksomhed hen på abort. Corgan har dog altid hævdet, at det er en personlig sang om hans vaklende forhold til hans forældre. Sangen udkom dog på 27. britiske udgave af de populære kompilationsalbum Now That's What I Call Music. 
Ved MTV Video Music Awards 1994, hvor bandet i øvrigt var nomineret i to kategorier, optrådte Smashing Pumpkins med en mere angststyret rockversion af "Disarm", og en tilsvarende version blev indspillet på tysk tv til bandets videoudgivelse Vieuphoria. 
I forbindelse med udgivelsen af bandets syvende album Oceania i 2012 lavede musikmagasinet Rolling Stone en oversigt over de 20 bedste sange fra Smashing Pumpkins ud fra en omfattende afstemning blandt fans. "Disarm" blev stemt ind som nummer fem på listen.

## B-sider
- "Soothe (demo)"
- "Blew Away"
- "Dancing in the Moonlight"
- "Landslide"
- "Siamese Dream"

"Soothe" er skrevet og indspillet af Billy Corgan som demo, og derfor blev den på singlen kaldt demo. Bandet nåede dog aldrig at indspille sangen helt færdig og lod den være som den er. "Soothe" findes også på Pisces Iscariot. 
"Blew Away" er skrevet af James Iha. Det er én af de første Pumpkins-sange, hvor Iha synger. "Blew Away" blev også senere udgivet på Pisces Iscariot. 
"Dancing in the Moonlight" er skrevet af Phil Lynott og oprindeligt indspillet af det irske band Thin Lizzy i 1977. Smashing Pumpkins' version kom faktisk på hitlisterne. Den gik ind som nr. 90 på en australsk hitliste, hvor "Disarm" ikke formåede at opnå en placering. 
"Landslide" er skrevet af Stevie Nicks og var et stort hit for Fleetwood Mac i 1975. "Landslide" blev indspillet live i studiet d. 12. september 1993 af Smashing Pumpkins. Den blev inkluderet på Pisces Iscariot og blev et mindre hit, da den klatrede op ad de amerikanske hitlister. Dette fik også bandet til at inkludere den på deres amerikanske version af Greatest Hits-pladen Rotten Apples i 2001. 
"Siamese Dream" er titelsangen fra Siamese Dream, men blev ikke taget med derpå. Den er sjældenhed at finde og kom kun med på en 7" single. 

## Musikvideo
Jake Scott instruerede den sort-hvide musikvideo til "Disarm". Den blev indspillet i december 1993 og vist første gang på MTV i foråret 1994. Videoen viser de individuelle bandmedlemmer svæve rundt, en ældre mand gående gennem en viadukt og farvebilleder af en lille legende dreng. Musikvideoen var nomineret i kategorierne for Best Alternative Video og Best Editing ved MTV Video Music Awards 1994.